# IAM Cycling
IAM Cycling (Codul echipei: IAM) este o echipă de ciclism elvețiană înregistrată în Circuitul mondial UCI, condusă de fostul campion de șosea francez Serge Beucherie.
Sponsor este IAM Independent Asset Management SA, o companie elvețiană de investiții.

## Istoria

### 2013
Echipa a fost lansată oficial în ianuarie 2013. IAM Cycling este membru al Mișcării pentru un ciclism credibil. IAM Cycling primit un wild-card pentru a participa la cursa Paris-Nisa 2013.

### 2014
Pe 22 august 2013, echipa a anunțat că a semnat cu Sylvain Chavanel și Jérôme Pineau de la Omega Pharma-Quick Step, Mathias Frank de la BMC Racing Team și Roger Kluge, de la NetApp–Endura pentru sezonul 2014. Pe 28 ianuarie s-a anunțat că echipei IAM Cycling i s-a acordat un "wild card" pentru a participa la Turul Franței 2014, primul său mare tur. De asemenea, aceasta a concurat în Turul Spaniei. Ulterior, în decembrie 2014, UCI a anunțat că echipei i s-a acordat licența WorldTour pentru sezonul 2015.

### 2016
În luna Mai 2016, echipa a anunțat că va renunța la sfârșitul sezonului din cauza că nu a reușit să atragă un al doilea sponsor.